# Sylvester Williams
Sylvester Williams Jr. (* 21. November 1988 in St. Louis, Missouri) ist ein ehemaliger US-amerikanischer American-Football-Spieler. Er spielte zuletzt bei den Denver Broncos, mit denen er den Super Bowl 50 gewinnen konnte, in der National Football League (NFL) auf der Position des Nose Tackle.

## Frühe Jahre
Williams hatte zunächst in der Highschool weder schulischen noch sportlichen Erfolg, brach daher die Schule ab und hielt sich mit Jobs bei Taco Bell, Walmart und einer Radiatoren-Fabrik über Wasser, bevor er doch noch auf einem Community College seinen Abschluss nachholte.
Williams besuchte danach die University of North Carolina at Chapel Hill und spielte für deren Team, die Tar Heels, von 2011 bis 2012 erfolgreich College Football, wobei ihm insgesamt 96 Tackles und 8,5 Sacks gelangen.

## NFL

### Denver Broncos
Beim NFL Draft 2013 wurde er in der ersten Runde als insgesamt 28. von den Denver Broncos ausgewählt. In seiner Rookiesaison lief er in 13 Partien auf, wahlweise als Nose Tackle bzw. auch als linker Defensive Tackle, viermal davon als Starter, wie auch im Super Bowl XLVIII, der gegen die Seattle Seahawks verloren ging. In den folgenden Saisons erhielt er immer mehr Spielzeit und konnte sich in der starken Abwehr der Broncos endgültig etablieren. So wurde er im Super Bowl 50, der gegen die Carolina Panthers gewonnen werden konnte, erneut als Starter aufgeboten, wobei ihm in diesem Spiel zwei Tackles und eine Passverteidigung gelangen.

### Tennessee Titans
Im März 2017 unterschrieb er bei den Tennessee Titans einen Dreijahresvertrag. In der Spielzeit 2017 bestritt er 15 Partien, wobei ihm 20 Tackles gelangen.

### Detroit Lions
Im März 2018 wechselte Williams zu den Detroit Lions, bei denen er einen Einjahresvertrag unterschrieb. Nach sechs Spielen für die Lions wurde er am 25. Oktober 2018 entlassen.

### Miami Dolphins
Am 31. Oktober 2018 unterzeichnete Williams einen neuen Vertrag bei den Miami Dolphins.

### New Orleans Saints
Am 13. Mai 2019 wurde er von den New Orleans Saints verpflichtet. Noch vor Beginn der Regular Season wurde er wieder entlassen.